# دير الثوعة (قفل شمر)

تعديل مصدري - تعديل

دير الثوعة هي إحدى قرى عزلة المخلاف بمديرية قفل شمر التابعة لمحافظة حجة، بلغ تعداد سكانها 184 نسمة حسب تعداد اليمن لعام 2004.